# Kolkata (huyện)
Huyện Kolkata là một huyện thuộc bang West Bengal, Ấn Độ. Thủ phủ huyện Kolkata đóng ở Kolkata. Huyện Kolkata có diện tích 185 ki lô mét vuông. Đến thời điểm năm 2001, huyện Kolkata có dân số 4580544 người.